# Retinol
Retinolul, forma dietară a vitaminei A, este o vitamină solubilă în grăsimi, antioxidantă, importantă în vedere și creșterea oaselor. Aparține familiei de compuși chimici numită retinoizi. 
Retinolul este ingerat într-o formă precursoare; sursele animale (lapte și ouă) conțin retinil esteri, în timp ce plantele (morcovi, spanac) conțin pro-vitamina A carotenoizi. Din hidroliza retinil esterilor rezultă retinol, iar pro-vitamina A poate fi descompusă pentru producerea de retinal. Retinalul, numit și retinaldehidă, poate fi redus reversibil în retinol sau poate fi oxidat ireversibil în acid retinoic. Cei mai activi metabolizatori retinoizi sunt 11-cis-retinal și toți-trans și 9-cis-izomerii acidului retinoic.

## Descoperire
În 1913, Elmer McCollum, un biochimist de la Universitatea Wisconsin și colega lui, Marguerite Davis, au identificat un nutrient solubil în grăsimi în grăsimi de lapte și ulei de ficat de cod, pe care l-au denumit "fat-soluble factor A". Munca lor a confirmat-o pe cea a lui Thomas Osborne și Lafayette Mendel, de la Yale, care au sugerat existența unui nutrient solubil în grăsimi găsit în lapte, tot în 1913. Arhivat în 7 februarie 2006, la Wayback Machine. Vitamina A a fost pentru prima dată sintetizată în 1947.

## Structură chimică și funcții
Mulți izomeri geometrici diferiți ai retinolului, retinalului și acidului retinoic pot apărea ca rezultat al configurației trans sau cis a celor patru legături duble găsite în catena laterală. Izomerii cis sunt mai puțin stabili și se pot ușor converti în configurația toți-trans (cum se observă în structura toți-trans-retinol de alături). În orice caz, unii izomeri cis sunt găsiți în stare naturală și dețin funcții esențiale. De exemplu, izomerul 11-cis-retinal este cromoforul rodopsinei, molecula fotoreceptoare vertebrată. Rodopsina este formată prin legarea covalentă printr-o bază Schiff a 11-cis-retinal de proteină opsină (fie opsină cu bastonaș, fie opsină cu con albastră, roșie sau verde). Procesul vederii se bazează pe izomerizarea indusă de lumină a cromoforului din 11-cis în toți-trans, rezultând o schimbare a fotoreceptorului moleculei. Unul dintre primele semne ale deficienței de vitamina A este orbirea de noapte, urmată de acuitate vizuală scăzută. 

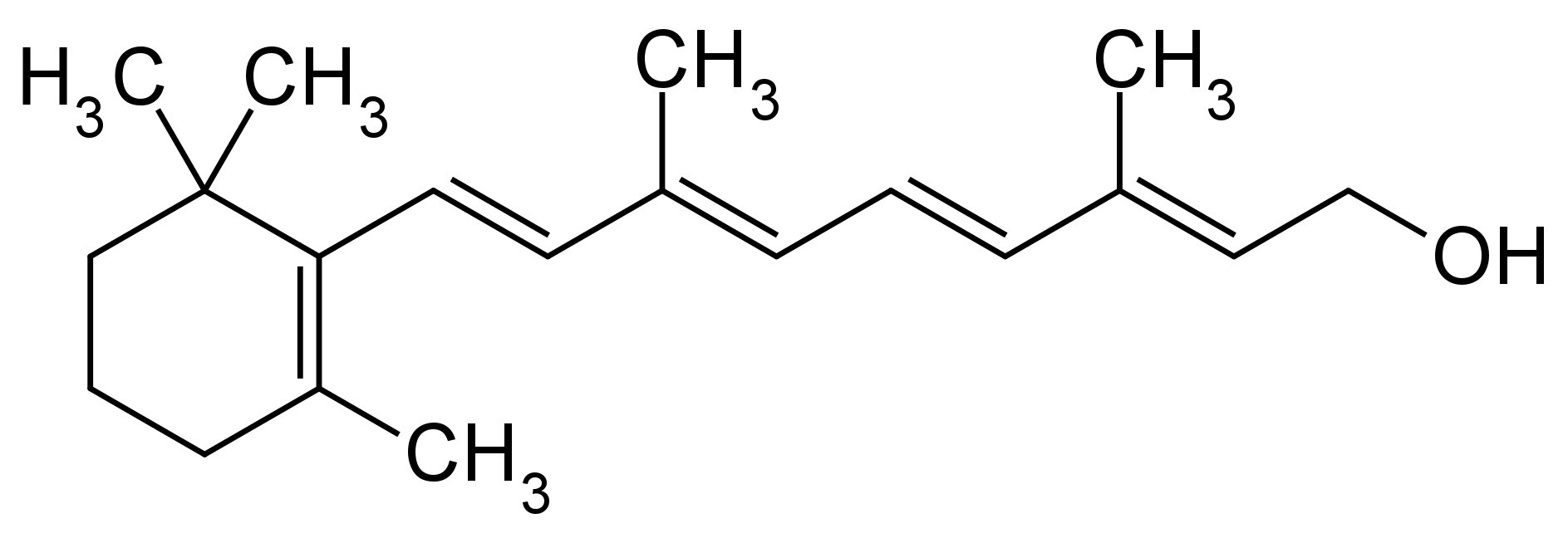
Așa cum se poate observa din structură, retinolul este derivat din izopren și are ca grupă funcțională un hidroxil. Prima sinteză completă a acestui compus a fost găsită de David Adriaan van Dorp și Jozef Ferdinand Arens în 1947.

George Wald a câștigat în 1967 Premiul Nobel pentru Fiziologie și Medicină pentru munca sa cu pigmenții retinei (numiți și pigmenți vizuali), care a dus la înțelegerea rolului vitaminei A în vedere.
Multe dintre funcțiile non-vizuale ale vitaminei A sunt mediate de acidul retinoic, care regulează înfățișarea genelor prin activarea receptorilor acidului retinoic intracelulari. Funcțiile non-vizuale ale vitaminei A sunt esențiale în funcțiile imunologice, reproductive și dezvoltării embrionare a vertebratelor, cum este arătat de creșterea insuficientă, susceptibilitatea la infecții și defectele congenitale observate la populațiile care primesc cantități mai mici decât optim de vitamina A din dietă.
Retinolul poate fi folosit și ca tratament pentru acnee în creme. O formă a acidului retinoic, toți-trans acid retinoic (ATRA), este utilizată în prezent drept chemoterapie pentru leucemie promielocitică acută, un subtip de leucemie mielogenoasă acută. Aceasta se întâmplă deoarece aceste celule transformate ale acestui subtip răspund de cele mai multe ori la receptorul acidului retinoic (RAR).
Mărește acuitatea vizuală pe timp de noapte, îmbunătățește vederea și ajută în tratamentul multor boli de vedere prin faptul că permite formarea purpurei ochiului. Mărește rezistența la infecțiile respiratorii. Ajută la funcționarea normală a sistemului imunitar. Scurtează durata de boală. Menține sănătatea straturilor superficiale ale țesuturilor și organelor interne. Contribuie la înlăturarea petelor pigmentare determinate de vârstă. Menține procesul de creștere și consolidare a oaselor și starea de sănătate a pielii, părului, dinților și gingiilor. Ajută în tratamentul acneii, al ridurilor superficiale și în afecțiuni ca impetigo, furunculoză, în arsuri și ulcere deschise — atunci când este folosită în uz extern. Este adjuvant în tratamentul emfizemului și al hipertiroidismului.

## Vedere
Vitamina A este folosită în producerea rodopsinei, pigmentul vizual utilizat la lumină redusă.

## Celule epiteliale
Vitamina A este esențială pentru funcționarea corectă a celulelor epiteliale. În deficiența de vitamina A, celulele secretoare de mucus sunt înlocuite de celule care produc keratină, ceea ce conduce la xeroză.

## Sinteza glicoproteinei
La sinteza glicoproteinei este necesară vitamina A. În deficiențe severe de vitamina A, lipsa glicoproteinei poate duce la ulcere corneale sau lichefiere.

## Sistemul imunitar
Vitamina A este esențială pentru păstrarea intactă a țesutului epitelial ca o barieră fizică împotriva infecțiilor; este implicată și în menținerea limfocitelor și celulelor T sănătoase.

## Formarea globulelor roșii din sânge (hematopoeză)
Vitamina A poate fi necesară la hematopoeza normală; deficiența cauzează anormalități în metabolismul fierului.

## Creștere
Vitamina A afectează producerea hormonului uman de creștere.

## Unități de măsură
Când se referă la dozele alimentare sau stiința nutrițională, retinolul este de obicei măsurat în unități internaționale (UI). UI se referă la activitatea biologică și este, deci, unică pentru fiecare compus, 1 UI de retinol fiind echivalent cu aproximativ 0,3 µg (300 nanograme).

## Ingestie alimentară
În timpul procesului de absorbție din intestine, retinolul este reținut de chilomicroni sub formă de esteri și aceste particule mediază transportul spre ficat. Hepatocitele păstrează vitamina A ca ester, iar când este nevoie de retinol în alte țesuturi, este dez-esterificat și eliberat în sânge ca alcool. Retinolul se atașează apoi de o moleculă de transport, proteină de legătură pentru retinol, pentru drumul spre țesutul țintă. O proteină de legătură dinăuntrul celulelor, proteină de legătură a acidului retinoic intracelulară, servește drept depozit și transport al acidului retinoic în celulă. Biodisponibilitatea carotenoizilor variază între 1/5 și 1/10 din cea a retinolului. Carotenoizii sunt mai bine absorbiți când sunt ingerați în cadrul unei mese cu multe grăsimi.
Pentru a fi eficient absorbită în traiectul digestiv, necesită și prezența mineralelor. Aceasta lucrează mai bine în prezența următoarelor minerale: calciu, magneziu, fosfor, seleniu și zinc.

## Utilizare de suprafață
Toate formele vitaminei A sunt folosite în cosmetică și medicină, fiind aplicate pe piele.
Acidul retinoic, retinil palmitatul, izotretinoina, tretinoina și retinolul sunt folosite medicinal ca tratament de suprafață pentru acnee și keratosis pilaris.
În cosmetică, derivații vitaminei A sunt utilizați drept așa-numitele chimicale anti-îmbătrânire - vitamina A este absorbită prin piele și crește rata receptivității pielii și dă o creștere temporară în colagen, astfel determinând o înfățișare mai tânără.
Studiile clinice au demonstrat că retinolul este eficient în tratarea acneei și hiperpigmentării. Utilizarea regulată a produselor care conțin retinol poate duce la o piele mai netedă și mai uniformă. Cu toate acestea, retinolul poate provoca iritații, astfel încât este recomandată introducerea treptată în rutina de îngrijire a pielii.

## Deficiență de vitamina A

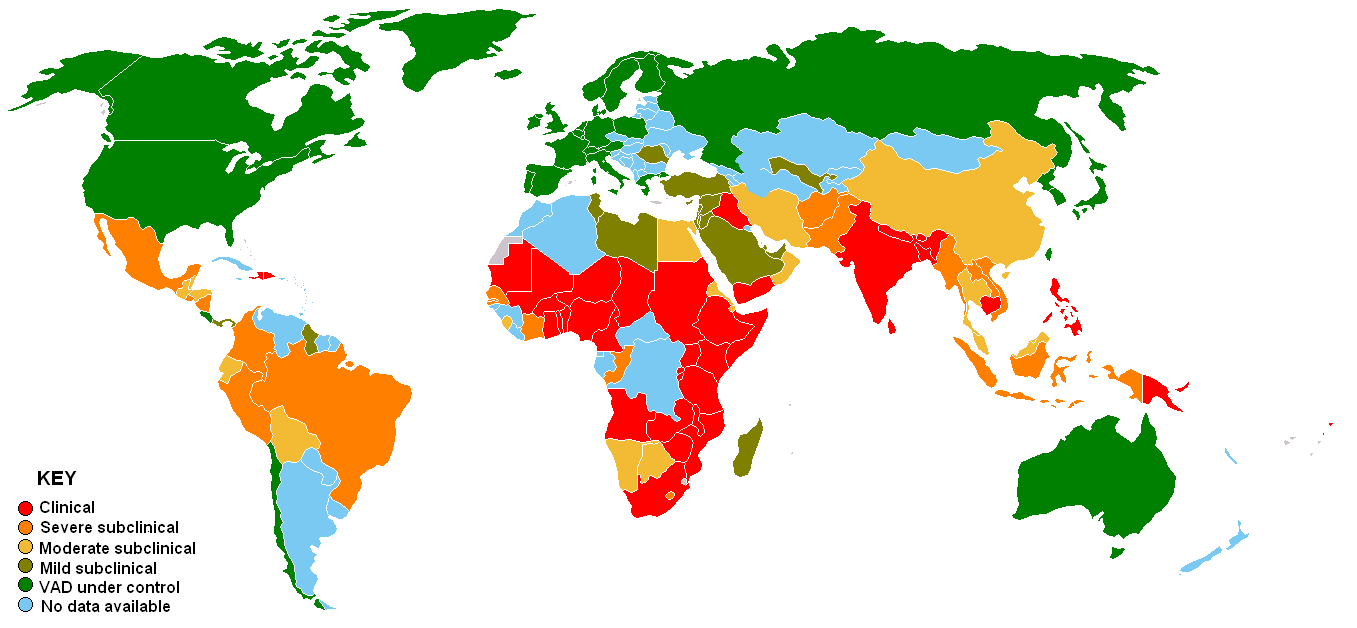
Prevalența deficienței de vitamina A. Sursa: WHO

Deficiența de vitamina A este comună în țările în curs de dezvoltare, dar rareori întâlnită în țările dezvoltate. Aproximativ 250.000 până la 500.000 de copii subnutriți din țările în curs de dezvoltare orbesc în fiecare an din cauza deficienței de vitamina A. Orbirea de noapte este unul dintre primele semne ale deficienței.
 Xeroftalmie și slăbirea vederii pe timp de noapte. Afecțiunile pot fi cauzate de deficiențe cronice de absorbție a grăsimilor și se întâlnesc cel mai adesea la copiii sub cinci ani, din cauza cantității insuficiente de vitamina A ingerată. Aceasta contribuie la orbire prin uscarea corneei și distrugând retina și corneea.
Deficiența de vitamina A diminuează abilitatea de a combate infecțiile. În țările în care copiii nu sunt imunizați, bolile infecțioase, precum pojarul, au rate de mortalitate mai ridicate. Deficiența poate fi o problemă și pentru că poate crește riscul copiilor de a dezvolta infecții respiratorii și diareice, scăderea gradului de creștere, dezvoltarea greoaie a oaselor și descreșterea șanselor de supraviețuire în urma unor boli grave. Deficiența de fier poate afecta aportul de vitamina A.
Consumul excesiv de alcool distruge vitamina A, deși un ficat solicitat poate fi mai susceptibil toxicității cu vitamina A. Persoanele care consumă cantități mari de alcool ar trebui să consulte un medic înainte să ia suplimente de vitamina A.
Unitățile de măsură a vitaminei A sunt: UI (Unități Internaționale), USP (United States Pharmacopea) și, mai recent, RE (Echivalenți Retinol).
Doza zilnică necesară — se referă la necesarul vitaminic minim pentru un om normal, în condiții de viață normale; carența vitaminică poate apărea datorită unui aport insuficient: obiceiuri alimentare dăunătoare, interdicții sau practici religioase, lipsei alimentelor necesare etc. — exocarență; sau datorită unor tulburări de absorbție — enterocarență: floră intestinală patogenă, tulburări de metabolism, exces vitaminic neechilibrat, factori genetici; în cazuri de hipovitaminoză — carență ușoară, sau avitaminoză — carență vitaminică gravă, dozele de compensare recomandate pot fi foarte mari. În scopuri preventive, pentru adulți este de 5.000 UI (1.000 RE) în cazul bărbaților și 4.000 UI (800 RE) în cazul femeilor. Pentru mamele care alăptează, doza zilnică se poate mări cu 2.500 UI în primele șase luni și cu 2.000 UI pentru următoarele șase luni. (sursa: Biblia Vitaminelor de Earl Mindell).

## Supradoză de vitamina A
Depășirea timp de luni de zile a unei doze zilnice de 50.000 poate determina efecte toxice la adulți.
Peste 18.500 UI zilnic riscă să producă efecte negative la copii. Simptomele intoxicației cu vitamina A sunt: căderea părului, greață, vărsături, îngroșarea pielii, tulburări de vedere, erupții cutanate, osteoporoză, menstruații neregulate, oboseală, dureri de cap și mărirea ficatului.
Prea multă vitamina A poate fi dăunătoare sau chiar fatală. Organismul convertește forma dimerizată, caroten, în vitamina A pe măsură ce este necesară, deci niveluri înalte de caroten nu sunt toxice în comparație cu formele de ester. Ficatul anumitor animale, în special cele adaptate mediului polar, conține de obicei cantități de vitamina A care ar fi toxice pentru oameni. Primul deces documentat din cauza otrăvirii cu vitamina A este cel al lui Xavier Mertz, un om de știință elvețian, care a murit în ianuarie 1913 într-o expediția în Antarctica, când proviziile de mâncare au fost pierdute și s-a ajuns la sacrificarea și mâncarea câinilor care trăgeau săniile. Mertz a consumat cantități letale de vitamina A prin ingestia de ficat de câine. Ficatul ursului polar are, de asemenea, suficientă vitamina A pentru a omorî un om, sau pentru a îmbolnăvi grav câinii de sanie.
Excesul de vitamina A a fost suspectat ca fiind un factor care contribuie la apariția osteoporozei.
Carotenoidul beta caroten a fost asociat cu o creștere în riscul cancerului pulmonar când a fost studiat într-un test de prevenire a cancerului pulmonar la bărbații fumători.
Deși cazuri de toxicitate cu vitamina A au fost raportate la exploratorii arctici și la unii consumatori de megadoze de vitamina A pe perioade lungi de timp, femeile însărcinate au nevoie de cantități mari de vitamina A, de preferință din surse naturale animale, precum ficat, unt nepasteurizat și ulei de ficat de cod.

## Inamici ai vitaminei A
Acizii grași polinesaturați cu caroten pot distruge vitamina A în lipsa antioxidanților.

## Substanțe chimice înrudite
- Izotretinoină
- Retinil palmitat ('vitamina A' știută și ca "pro-vitamina A")
- Toți-trans acid retinoic

## Orez îmbogățit genetic cu vitamina A
Datorită prevalenței ridicate a deficienței vitaminei A în societățile bazate pe consumul de orez, se fac eforturi pentru a produce orez modificate genetic bogat în beta carotene. Proiectul orezului auriu este unul dintre acestea și este deja supus testelor.